# Grinstads kyrka
Grinstads kyrka är en kyrkobyggnad som sedan 2010 tillhör Bolstads församling (tidigare Grinstads församling) i Karlstads stift. Den ligger i södra delen av Melleruds kommun.

## Kyrkobyggnaden
Ursprungskyrkan uppfördes någon gång på 1200-talet. Av denna återstår långhusets västra väggar. Vid slutet av 1600-talet förlängdes långhuset åt öster och nuvarande tresidiga kor byggdes. Under 1700-talet uppfördes ett murat vapenhus vid västra kortsidan. 1862 revs vapenhuset och ersattes med nuvarande kyrktorn. I tornets bottenvåning finns vapenhus med huvudingång. En vidbyggd sakristia öster om koret tillkom 1939.
Kyrkan har spritputsade ytterväggar och ett skifferklätt sadeltak. Tornet har en fyrsidig lanternin av trä som är klädd med vit locklistpanel. Tornets och lanterninens tak är klädda med plåt. På grund av dåligt lagd grund lutar tornet åt väster. Klockan har en säregen, mycket vacker, dubbel klang. 1890-97 genomgick kyrkobyggnaden en genomgripande yttre och speciellt inre renovering.

## Inventarier
- Dopfunt i täljsten från 1200-talet. Höjd 76 cm i två numera sammanfogade delar. Cuppan har längs den övre kanten en bård i spetsflikmönster och något nedanför mitten en tunn repstav. Foten har ett långt skaft, upptill avslutat med en rundstav. Fotplattan har spetsflikornamentik i fyra kretsar. Uttömingshålet i funtens mitt, som har satts igen. Skador har lagats med cement.[2]
- Altartavlan är målad 1807 av Benjamin Wall och har motivet "Jesus i Getsemane.
- Predikstolen i rokokostil är tillverkad 1774 av Erik Grund.
- Ett rökelsekar av brons är från medeltiden.
- Nuvarande bänkinredning är från 1936.

### Orgel
- 1897 byggde Johannes Magnusson, Göteborg en orgel med 9 stämmor på en manual och bihängd pedal.
- Nuvarande pneumatiska orgel med fasad på läktaren i väster är byggd 1961 av John Grönvall Orgelbyggeri, Lilla Edet. Den har sjutton stämmor och två manualer. Ryggpositivet spelas från Manual I, den har ingen egen klaviatur. Den har en fast kombination, två fria kombinationer och automatisk pedalväxling.[3]

| Huvudverk I C-g3 | Ryggpositiv I C-g3 | Svällverk II C-g3 | Pedal C-f1  | Koppel |
| Principal 8'     | Gedackt 8´         | Kvintadena 8´     | Subbas 16´  | I/P    |
| Rörflöjt 8'      | Flöjt 4'           | Principal 4'      | Borduna 8´  | II/P   |
| Oktava 4'        | Waldflöjt 2'       | Svegel 2'         | Koralbas 4' | II/I   |
| Oktava 2'        | Scharf 2 chor      | Larigot 1 1/3'    |             | I 4'/I |
| Mixtur 4 chor    |                    | Krumhorn 8'       |             | HV/I   |
|                  |                    | Tremulant         |             | RP/I   |
|                  |                    | Crescendosvällare |             |        |